# Epiplema obliviaria
Epiplema obliviaria är en fjärilsart som beskrevs av Walker. Epiplema obliviaria ingår i släktet Epiplema och familjen Uraniidae. Inga underarter finns listade i Catalogue of Life.